# Поспелов, Пётр Глебович
Пётр Гле́бович Поспе́лов (18 ноября 1962, Москва — 27 августа 2023) — российский музыкальный критик, журналист и композитор.

## Биография
Родился в семье московских искусствоведов Глеба Геннадьевича Поспелова и Марии Александровны Реформатской.
В 1986—1992 годах – участник движения «Параллельное кино». В 1987 году снялся в фильме «Жестокая болезнь мужчин» Игоря и Глеба Алейниковых. Тогда же начал снимать на 16-мм киноплёнку свой фильм «Репортаж из страны любви», работу над которым завершил в 1989 году.
В 1990 году окончил музыковедческое отделение теоретико-композиторского факультета Московской консерватории.
Работал музыкальным обозревателем в газетах «КоммерсантЪ» (1993—1997), «Русский Телеграф» (1997—1998), «Известия» (1999—2001), «Консерватор» (2002), «Ведомости» (2003—2020). Постоянно сотрудничал также с такими изданиями, как «Русский журнал», журналы «Афиша» и «Эксперт», интернет-проект OpenSpace.ru. Основал и поддерживал интернет-проект «Современные русские композиторы».
В 2001—2002 годах — руководитель отдела перспективного планирования Большого театра.
В 2005—2017 годах — редактор отдела культуры газеты «Ведомости».
В 2018—2023 годах — шеф-редактор московского издательства «Композитор».
В 2023 году удостоен премии «Золотая маска» за музыку к балету «Катарина, или Дочь разбойника».
Умер 27 августа 2023 года. Прах захоронен на Николо-Архангельском кладбище.

### Семья
Отец — Глеб Геннадьевич Поспелов (1930—2014) — советский и российский искусствовед, историк искусства.
Мать — Мария Александровна Реформатская (р. 1938) — советский и российский искусствовед.
Жена — Елена Владимировна Черемных, музыковед.
Сыновья — Василий (р. 22 мая 1992), актёр, режиссёр озвучивания, главный капельмейстер «Нового театра»; Александр.
Тётя — Татьяна Геннадьевна Поспелова (р. 1935), музыковед.
Сестра — Екатерина Глебовна Поспелова (р. 1967), автор оперных либретто, театральный режиссёр «Новой оперы», блогер, автор книг.

## Фильмография

### Режиссёр
- 1986—1987 — Маша, которая хочет стать учительницей
- 1986—1989 — Побудка (Песня)
- 1987–1989 — Репортаж из страны любви
- 1990 — 1-й Альманах Параллельного кино СССР
- 1991 — Ария с колокольчиками
- 1991—1993 — Собельман, основатель Салтыковки
- 1991 — Добрый вечер. Видеоперфоманс с фестиваля «Альтернатива-1991»
- 1991 — Белая дева. Застольная пьеса с пушками и фейерверком
- 1991 — Минималисты в пути
- 1990—1991 — Палимпсест (киновидеоперформанс)
- 1989—1991 — Серьезность, гигиеничность
- 1991 — Моречка, кугикальница
- 1991 — Поход Моргана
- 1993 — Эпитафия
- 1993 — Будущее телевидения (совместно с бр. Алейниковыми)
- 1993 — Джон Кейдж. Лекция о Ничто